# Did You Know That There's a Tunnel Under Ocean Blvd
Albums de Lana Del Rey
Blue Banisters
(2021)
Singles
1. Did You Know That There's a Tunnel Under Ocean Blvd (en)
Sortie : 7 décembre 2022
2. A&W (en)
Sortie : 14 février 2023
3. The Grants (en)
Sortie : 14 mars 2023

Did You Know That There's a Tunnel Under Ocean Blvd est le dixième album studio de l'auteure-compositrice-interprète américaine Lana Del Rey. Il est sorti le 24 mars 2023 sous les labels Interscope et Polydor.
Il est précédé d'un single du même titre (en) sorti le 7 décembre 2022.

## Liste des titres
| 1.    | The Grants                                                                         | 4:55 |
| 2.    | Did you know that there's a tunnel under Ocean Blvd                                | 4:45 |
| 3.    | Sweet                                                                              | 3:35 |
| 4.    | A&W                                                                                | 7:14 |
| 5.    | Judah Smith Interlude                                                              | 4:37 |
| 6.    | Candy Necklace (feat. Jon Batiste)                                                 | 5:15 |
| 7.    | Jon Batiste Interlude                                                              | 3:33 |
| 8.    | Kintsugi                                                                           | 6:19 |
| 9.    | Fingertips                                                                         | 5:48 |
| 10.   | Paris, Texas (feat. SYML (en))                                                     | 3:27 |
| 11.   | Grandfather please stand on the shoulders of my father while he's deep-sea fishing | 4:00 |
| 12.   | Let The Light In (feat. Father John Misty)                                         | 4:38 |
| 13.   | Margaret (feat. Bleachers)                                                         | 5:40 |
| 14.   | Fishtail                                                                           | 4:03 |
| 15.   | Peppers (feat. Tommy Genesis)                                                      | 4:09 |
| 16.   | Taco Truck x VB                                                                    | 5:53 |
| 77:43 |                                                                                    |      |

## Historique

### Contexte
Après avoir sorti les albums studios Chemtrails over the Country Club et Blue Banisters l'année précédente, Lana Del Rey publie en 2022 la chanson Watercolor Eyes pour la bande originale de la deuxième saison de la série Euphoria, puis une reprise de la chanson Buddy's Rendezvous issue de l'album Chloë and the Next 20th Century (en) de Father John Misty. Elle figure également sur Snow on the Beach, l'une des chansons de l'album Midnights de Taylor Swift, qui devient son plus gros succès au Billboard Hot 100.

### Sortie et promotion
Après avoir mis à jour son logo officiel et confié à ¡Hola! TV (es) qu'elle préparait l'annonce la sortie de son prochain album, Lana Del Rey confirme la parution de son neuvième opus en publiant le single du même titre (en) ainsi que la pochette de l'album le 7 décembre 2022. Les pré-commandes sont lancées le jour-même. En plus du streaming et du téléchargement, l'album sera édité aux formats CD, K7 et vinyle.
Dans le courant du mois de février, le jour de la Saint-Valentin, Lana Del Rey publie le second single de l'album intitulé "A&W".
10 jours avant la sortie de l'album, le mardi 14 mars 2023, Lana Del Rey, invitée dans l'émission "Radio BBC 1's Hottest Record", diffuse son troisième single, "The Grants", le premier titre de son album.

## Composition

### Titre
Le titre de l'album et du single éponyme fait référence au Jergins Tunnel, un tunnel Art déco situé à Long Beach en Californie. Celui-ci a été construit en 1927 pour relier le bâtiment Jergins Trust Building à la plage, sous Ocean Boulevard et Pine Avenue, afin d'aider les 4 000 piétons qui empruntaient ce passage chaque heure. Il y avait des échoppes dans ce tunnel qui a par la suite été fermé au public en 1967.

### Pochettes et artwork
La pochette de l'album est un portrait en nuances gris bleuté de Lana Del Rey posant son visage sur l'une de ses mains. Le titre Did You Know That There's a Tunnel Under Ocean Blvd est écrit en jaune et les noms des collaborateurs de cet opus sont écrits en blanc. Ceux-ci sont les producteurs Mike Hermosa, Jack Antonoff, Drew Erickson, Zach Dawes (en) et Benji, ainsi que les artistes Jon Batiste, Bleachers, Father John Misty, Tommy Genesis et SYML (en), et son pasteur Judah Smith
Il existe 6 versions alternatives de la pochette:
-la "COVER ALT 1"/"BLANC EXCLUSIF"/"CASSETTE ALT COVER 2" la couverture est en noire et blanc ou en voit Lana Del Rey en profile 3/4 assis sur un lit avec une chemise ouverte portant un soutien-gorge cette couverture est avec 2 vinyles sont blancs ou un CD en blanc où l'on voit Lana Del Ray avec les seins nus,
-la "COVER ALT 2"/"CASSETTE ALT COVER 4" où l'on voit la tête de Lana allongée le regard vers le plafond sur un drap vert avec un nœud rose dans les cheveux, le titre de l'album et le nom de l'artiste sont marqués en roses et le nom des collaborateurs en blanc, sur le CD rose, on voit Lana face à un miroir regardant son reflet, les vinyles sont du même rose 
-la "ALT COVER 3"/"CASSETTE ALT COVER 5" montre Lana sur un fond blanc, le menton levé, en face 3/4, portant une chemise rose ouverte sur sa poitrine, elle porte un nœud noir dans ses cheveux, le titre est marqué et nom de l'auteur sont marqués en rouge et le reste en blanc, sur le CD rose, on voit Lana dans les mêmes vêtements, les vinyles sont vert 
-"Vinyle album Ed.limite (rouge)"/"CASSETTE ALT COVER 3"  sur cette couverture qui est exclusive aux vinyles et aux K7 en noir et blanc, on voit Lana en face 3/4 les cheveux en bataille avec un doigt sur les lèvres, le titre et le pseudonyme de l'artiste en rouge le reste des écrits en blanc les vinyles sont aussi rouge.
-"VINYLE COVER ALTERNATIVE" sur cette couverture en noir et blanc, on voit Lana de face un chemise ouverte nous laissant voir un sein avec toujours le nœud noir dans ses cheveux derrière elle, un mur blanc, le vinyle est noir il ne sait pas marqué le titre sur cette version 
-"FESTIVAL EDITION" la festival édition exclusivement en vinyle est la dernière couverture alternative sortie sur celle-ci, on on voit un dessin représentant Lana Del Rey sur la couverture de DID YOU KNOW THAT THERE’S A TUNNEL UNDER OCEAN BLVD avec un motif marbré de orange, violet, bleu et Chartreuse les gros textes sont écrits en Lilas les vinyles sont en orange 

### Style musical
Après l'annonce de cet album, Lana Del Rey publie un post sur Instagram dans lequel elle évoque des ballades composées de simples mélodies et interprétées avec de grands orchestres.

## Certifications
| Pays          | Certification | Unités certifiées |
| ------------- | ------------- | ----------------- |
| France (SNEP) | Or            | 50 000            |